# SpetsTechnoExport
 (juillet 2024).
L'entreprise publique de commerce extérieur « SpetsTechnoExport » (STE), basée à Kyiv (Ukraine), est la deuxième plus grande entreprise publique ukrainienne de commerce extérieur en termes de chiffre d'affaires, spécialisée dans l'exportation et l'importation de produits et services militaires et à double usage à l'échelle mondiale ainsi que sur la promotion des innovations et de la coopération militaro-technique.

## Aperçu
La société a été fondée par le gouvernement ukrainien en juillet 1998.  En 2010, elle a été incorporée au conglomérat d'État Ukroboronprom. 
L'entreprise est spécialisée dans l'exportation et l'importation d'armes, de produits et technologies militaires ainsi que d'équipements spéciaux.
L'entreprise représente les fabricants militaires ukrainiens à l'étranger (environ 100 entreprises publiques et 70 producteurs privés). Elle compte 35 centres de recherche et bureaux d'études, des entreprises publiques et privées de plus de 30 pays comptent parmi les partenaires de l'entreprise. Les partenaires permanents de l'entreprise sont la l'Inde, l'Algérie, l'Indonésie, la Malaisie, le Bangladesh, la Pologne et la Turquie.
L'un de ses contrats les plus importants était un accord de 400 millions de dollars avec le ministère de Défense indien pour la fourniture de 40 avions ukrainiens AN-32RE. En novembre 2015, elle a remis le dernier lot à l'Indian Air Force. 

## De nouvelles dimensions
Depuis 2014, l'entreprise fournit des pièces de rechange aux usines ukrainiennes situées en dehors de l'Ukraine. Elle modernise également les véhicules blindés de l'ère soviétique[réf. nécessaire]..
SpetsTechnoExport a produit des drones militaires ukrainiens. En 2015, « SpetsTechnoExport » a présenté au président ukrainien 5 modèles de systèmes de drones produits dans le pays : « Patriot RV010 », « Observer-S », « A1 With Fury », « Columba » et « Sparrow ».  L'entreprise est également devenue la première à obtenir une licence pour importer du matériel militaire américain en Ukraine[réf. nécessaire].

## Administration
Administrateurs de la société depuis 2015 :
- 2015-2018 Pavlo Barbul
- 2018-2019 Vladyslav Belbas

## Missions
- Renforcer la crédibilité de l’Ukraine à l’étranger en tant que pays à fort potentiel technologique.
- Améliorer la qualité de l'arsenal de l'armée ukrainienne.
- Stimuler les investissements dans la création de nouvelles armes et d'équipements militaires en Ukraine.